# 陣営
| ウィキペディアには「陣営」という見出しの百科事典記事はありません（タイトルに「陣営」を含むページの一覧/「陣営」で始まるページの一覧）。 代わりにウィクショナリーのページ「陣営」が役に立つかもしれません。 |